# Augustin Bernard
Pour les articles homonymes, voir Augustin Bernard (homonymie) et Bernard.
Augustin Joseph Bernard, né le 26 août 1865 à Chaumont-sur-Tharonne et mort le 29 décembre 1947 à Bourbon-l'Archambault, est un géographe et historien français. 
Formé à la géographie coloniale par le géographe de la Sorbonne Marcel Dubois, il fait partie des géographes qui, autour de Paul Vidal de La Blache, ont pour but d'orienter les études françaises hors de la géographie historique où elle avait tendance à s'enfermer. Ses travaux ont permis de limiter l’expansion des cultures occidentales et préconisaient une amélioration des conditions de vie des Algériens.

## Biographie

### Jeunesse et études
Étudiant à la Faculté des lettres de Paris ayant obtenu une licence ès lettres en 1883 puis une licence de droit en 1887, il est reçu cinquième à l'agrégation d'histoire et géographie en 1889. Il est alors professeur au lycée de Lorient en 1889 puis il est chargé de cours de géographie de l'Afrique à l'École supérieure des lettres d'Alger. Le 3 juillet 1895, il soutient ses deux thèses de doctorat ès lettres à la Faculté de Paris. La première, en français, traite de l'archipel de Nouvelle-Calédonie. La deuxième, en latin, s'intéresse au géographe allemand Adam de Brême. 

### Parcours professionnel
Une fois devenu docteur ès lettres, Augustin Bernard est nommé professeur à la Faculté des lettres d'Alger en 1896 avant d'être chargé, de cours de géographie et de colonisation de l'Afrique du nord à la Faculté des lettres de Paris. Il est ensuite professeur de géographie dans cette université et occupe la chaire de colonisation de l'Afrique du Nord créée pour lui à la Sorbonne de 1920 à 1935. 
Il a également donné des cours à l'École coloniale puis à l'École des Hautes études commerciales en 1904. Il est recruté au sein de l'École libre des sciences politiques en 1926, et donne un cours sur l'administration française de l'Algérie.  
Il est membre de nombreuses institutions dont l'Institut colonial international, de l'Académie des sciences coloniales. Il est également le vice-président de la Société de géographie de Paris et un membre de la section géographie du Comité des travaux historiques et scientifiques ainsi que du comité des études historiques et scientifiques de l'Afrique occidentale. C'est aussi un collaborateur des Annales de géographie dès 1891. Il est élu membre de l'Académie des sciences morales et politiques en 1938.
Un musée de Bourbon-l'Archambault porte son nom.

## Principales publications
- Géographie générale : Amérique (1891). Avec Marcel Dubois.
- L'Archipel de la Nouvelle-Calédonie (1894)
- L'Atlas marocain, d'après les documents originaux, par Paul Schnell. Traduit par Augustin Bernard (1898)
- Algérie. Historique de la pénétration saharienne (1900). Avec Napoléon Lacroix.
- La pénétration saharienne (1900). Avec Napoléon Lacroix
- L'Évolution du nomadisme en Algérie'' (1906). Avec Napoléon Lacroix.
- Les Confins algéro-marocains (1911)
- Le Maroc (1913)
- Études sur le fonctionnarisme, réflexions des colons (1919)
- Enquête sur l'habitation rurale des indigènes de l'Algérie faite par ordre de M. le Gouverneur général (1921)
- Le régime des pluies au Maroc (1921)
- Le Bourbonnais et le Berry, choix de textes, précédés d'une étude (1923)
- Enquête sur l'habitation rurale des indigènes de la Tunisie faite par ordre de M. Lucien Saint (1924)
- L'Afrique du Nord pendant la guerre (1926)
- L'Algérie (1929)
- (avec Camille Gagnon), Le Bourbonnais (1954)